# TRI.BE Da Loca
TRI.BE Da Loca는 대한민국의 걸 그룹 트라이비의 데뷔 싱글 앨범이다. 이 음반은 2021년 2월 17일 TR 엔터테인먼트에 의해 발매되었고 배급은 유니버설 뮤직 그룹과 리퍼블릭 레코드가 맡았다. 이 싱글 앨범은 2개의 곡으로 구성되며 신사동호랭이, 마커스 킴 (원래 샤이니 뮤직비디오 댄서)와 LE가 프로듀싱을 맡았다.

## 곡 목록
전체 작사·작곡: 신사동호랭이, LE
| #            | 제목                      | 재생 시간 |
| ------------ | ------------------------- | --------- |
| 1.           | 〈Loca〉 (로카)           | 2:56      |
| 2.           | 〈Doom Doom Ta〉 (둠둠타) | 03:15     |
| 총 재생 시간 | 총 재생 시간              | 06:11     |